# SynNotch
SynNotch receptory jsou třídou uměle vytvořených receptorů, které jsou využívány v syntetické biologii. Jsou odvozeny od Notch receptorů, což je rodina transmembránových receptorů podílející se na široké škále buněčných procesů, například embryogeneze, kardiovaskulární vývoj, imunita a další. SynNotch receptory umožňují transkripční aktivaci závislou na vazbě specifického ligandu procesem analogickým k funkci Notch receptorů a umožňují buněčné programování na mnoha úrovních současně.

## Struktura a funkce
SynNotch receptory mají extrémně modulární stavbu, která je složena ze tří základních domén: extracelulární, transmembránové a intracelulární. Z těchto tří domén byla z původních Notch receptorů zachována pouze stavba transmembránové domény, která je zodpovědná za proteolýzu a uvolnění transkripčního faktoru z intracelulární domény.
Extracelulární doména slouží jako senzor vstupního signálu různých stimulů přítomných na povrchu buněk v okolí buňky s tímto receptorem. Intracelulární doména slouží jako transkripční faktor a je zodpovědná za cílený funkční výstup tohoto receptoru. V případě extracelulární domény jsou nejvíce využívanými senzory scFv, minibodies a nanobodies, které jsou uměle vytvořené, v případě signalizační intracelulární domény je využívána široká škála transkripčních faktorů.
Stejně jako u Notch receptorů je aktivita synNotch receptorů zprostředkována působením tažné síly na transmembránovou doménu, která aktivuje její proteolytickou aktivitu a uvolnění transkripčního faktoru. Výsledný efekt je závislý na množství ligandu navázaného na synNotch a také množství samotného receptoru (tudíž na síle promotoru, díky němuž je synNotch exprimován). Aktivita těchto receptorů může být upravena změnou počtu opakování EGF-like domény, různá množství opakování této domény (která je součástí transmembránové domény), může vést buď k vysoce specifické odpovědi, nebo naopak ke značně nespecifickým účinkům způsobeným bazální aktivitou na základě uvolnění transkripčního faktoru bez aktivace ligandem. Obecně platí, že zvýšením počtu opakování EGF-like domén dojde ke zvýšení specificity bez ztráty síly indukovaného stavu. Aktivita těchto receptorů je také ortogonální jak vzájemně, tak i k již přítomným Notch receptorům, což minimalizuje potencionální nežádoucí účinky vzniklé z aktivace jiných receptorových drah a umožňuje použití více synNotch receptorů najednou.

## Využití
synNotch receptory nabízejí široké využití, například programování osudu buňky nebo programování buněčných struktur. Jako nejzajímavější se z hlediska využití v aplikacích každodenního života jeví zvýšení bezpečnosti CAR-T terapie pomocí hradla AND, což znamená zvýšení počtu ligandů nutných pro plnou aktivaci T lymfocytu. Toho je dosaženo následovně: synNotch receptor detekuje vstupní signál v podobě ligandu souvisejícího s rakovinným bujením (např. CD19 pro lymfom), což následně aktivuje transkripci CAR, který je umístěn pod promotor, který je aktivován transkripčním faktorem uvolněným ze synNotch receptoru. CAR poté musí rozeznat další vstupní signál, aby došlo k plné aktivaci CAR-T lymfocytu, což snižuje šanci potenciální cytotoxicity, která by mohla nastat při nedostatečné specificitě pouze jednoho receptoru pro danou situaci.